# Ao Ying
Ao Ying (敖英; geb. ?; gest. ?), hao: Donggu (東谷 / 东谷) war ein chinesischer hoher Beamter und Literat zur Zeit der Ming-Dynastie, der verschiedene Ämter bekleidete.
Er war ein Experte für Poesie und seine dichterische Ader fand in seinen Pinselnotizen (biji) unter dem Titel Lüxueting zayan 绿雪亭杂言 (Miszellen aus dem Lüxue-Pavillon) seinen Niederschlag.
Seine Schriften Donggu zhuiyan 东谷赘言 (Überflüssige Worte von Donggu) und Lüxueting zayan 绿雪亭杂言  wurden auch vom Hanyu da zidian herangezogen.
Ein bekannteres Gedicht von ihm ist An der Grenze.

## Schriften
- Donggu zhuiyan 东谷赘言. Baoyantang miji 宝颜堂秘笈[3]
- Lüxueting zayan 绿雪亭杂言. Shuofu xu 说郛续[4]
- Xinyuantang gao 心远堂稿
- Shenyan jixun 慎言集训